# 姚谷县
姚谷县，中国古县名。
北魏太和三年（479年）析澄城地置，治所在今陕西省白水县东北黄龙山南。属白水郡。隋朝开皇三年（583年）废白水郡，姚谷县并入白水县。